# Назаров, Александр Максимович
Александр Максимович Назаров (24 августа 1923 — 9 июня 2001) — в годы Великой Отечественной войны капитан, командир разведроты. Герой Советского Союза.

## Биография
До войны жил в селе Таштып, работал бригадиром полеводческой бригады, был секретарём комсомольской организации, член ВКП(б) (1944).
В марте 1943 года призван Таштыпским райвоенкоматом в ряды Красной Армии; командир взвода 369-й отдельной разведроты (294-я стрелковая дивизия, 52-я армия, 2-й Украинский фронт), воевал на Волховском, Воронежском, 2-м Украинском фронтах.
13 сентября 1944 года Назарову А. М. присвоено звание Героя Советского Союза (медаль № 5351).
После войны работал в харьковской адвокатуре.
Сын: Олег Александрович Назаров.
Внук: Евгений Олегович Назаров.
Правнук: Арсений Евгеньевич Назаров.

## Награды
- Медаль «Золотая Звезда» (медаль № 5351);
- орден Ленина;
- орден Отечественной войны I степени (29.04.1944);
- орден Отечественной войны I степени (11.03.1985);
- Орден Отечественной войны II степени;
- медаль «За отвагу» (14.10.1943);
- медаль «За отвагу» (16.12.1943);
- другие медали.

## Память
Именем Александра Максимовича Назарова названы улицы в городе Кемерово и его родном селе Большая Иня.